# Chrysina nogueirai
Chrysina nogueirai är en skalbaggsart som beskrevs av Moron 1992. Chrysina nogueirai ingår i släktet Chrysina och familjen Rutelidae. Inga underarter finns listade i Catalogue of Life.